# Giovanna Garzoni
Giovanna Garzoni   (Ascoli Piceno, 1600 - Roma, febrer 1670) va ser una pintora barroca italiana, especialitzada en natures mortes i miniatures.

## Biografia
Es va especialitzar en miniatures i pintures de petites dimensions, sovint sobre pergamí, destinades en general a clients aristocràtics. Amb un estil aparentment fràgil, les seves obres destaquen però pel seu virtuosisme, amb un grafisme nítid i un colorit de certa transparència i aire suggestiu. En general, les seves imatges se centraven en un o pocs objectes, mostrats en primer terme i amb fons plans, generalment de color clar.
La seva obra va gaudir d'un èxit notable, en una carrera itinerant amb diverses estades a Florència, Nàpols, Venècia, Torí i, finalment, Roma, on va ser admesa a l'Acadèmia de Sant Lluc, honor que poques dones gaudien en aquella època. Durant la seva vellesa a Roma va elaborar un quadern d'apunts i dibuixos de gran valor artístic.
Giovanna es va casar amb Tiberi Tinelli, també pintor, encara que el matrimoni es va dissoldre al cap de dos anys a causa del vot de castedat que havia efectuat la pintora.

## Galeria

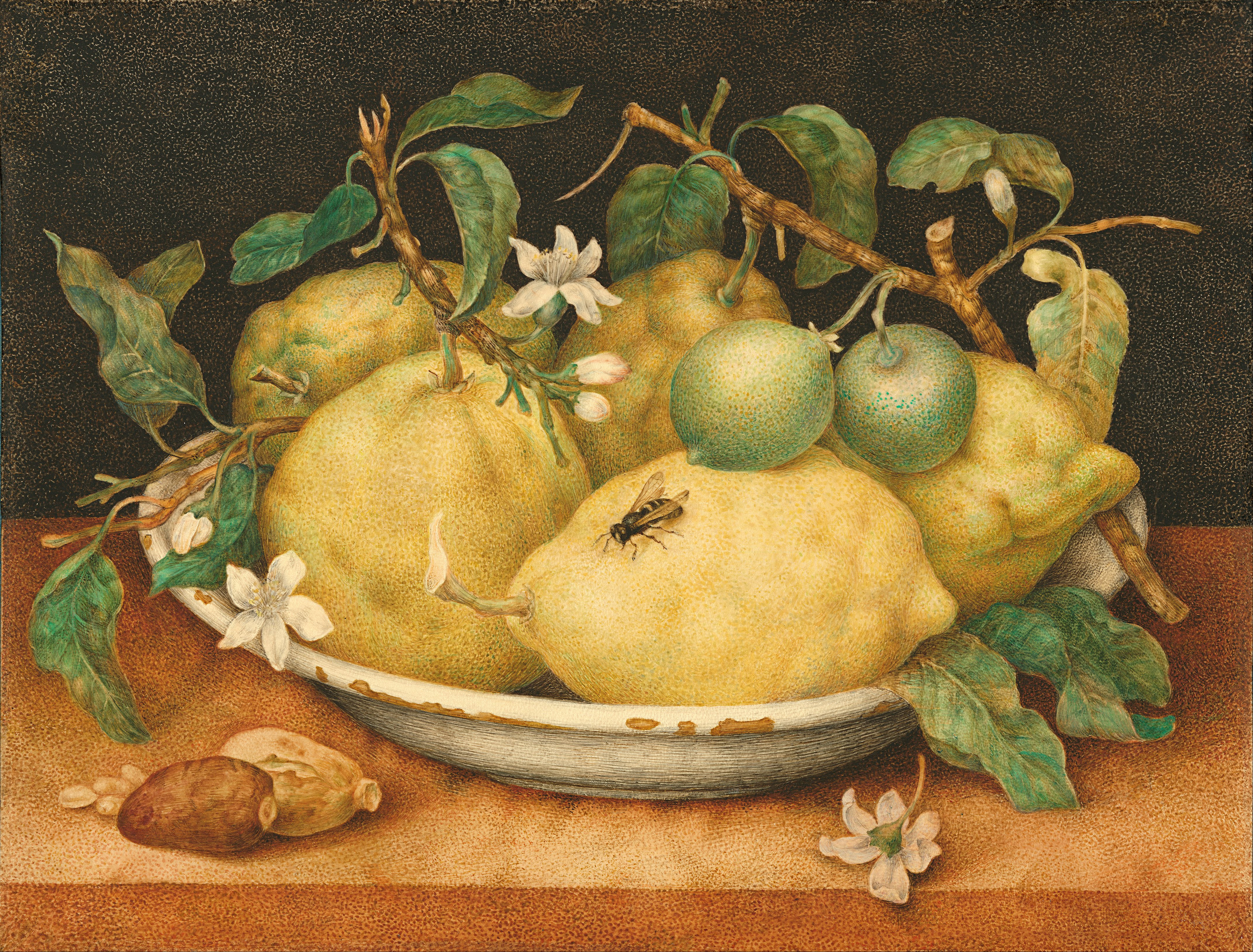
Natura morta amb bol de poncems (finals dels anys 1640), Getty Center, Los Angeles
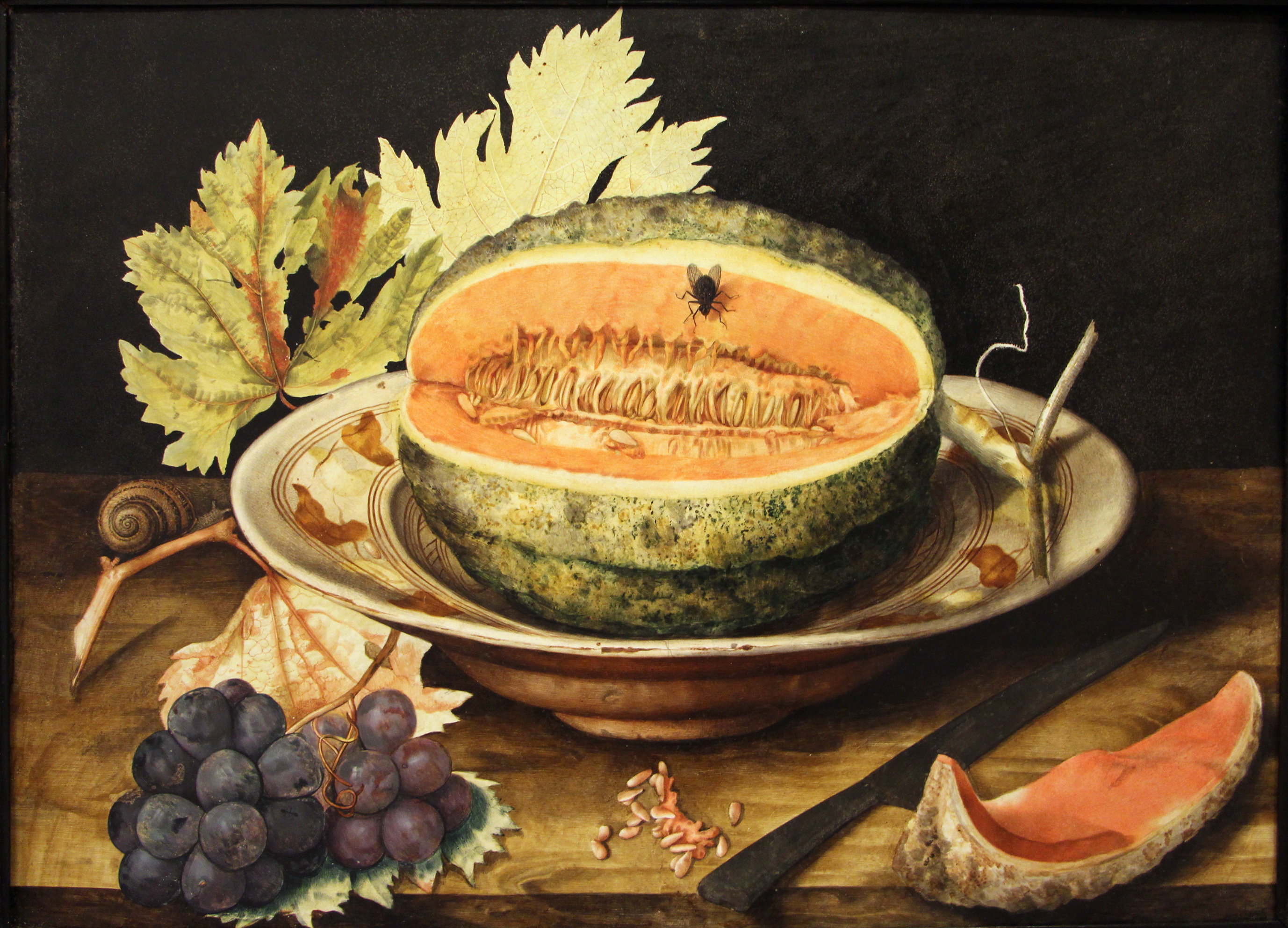
Natura morta amb meló en un plat, raïm i un cargol, Museo della Natura Morta, Poggio a Caiano
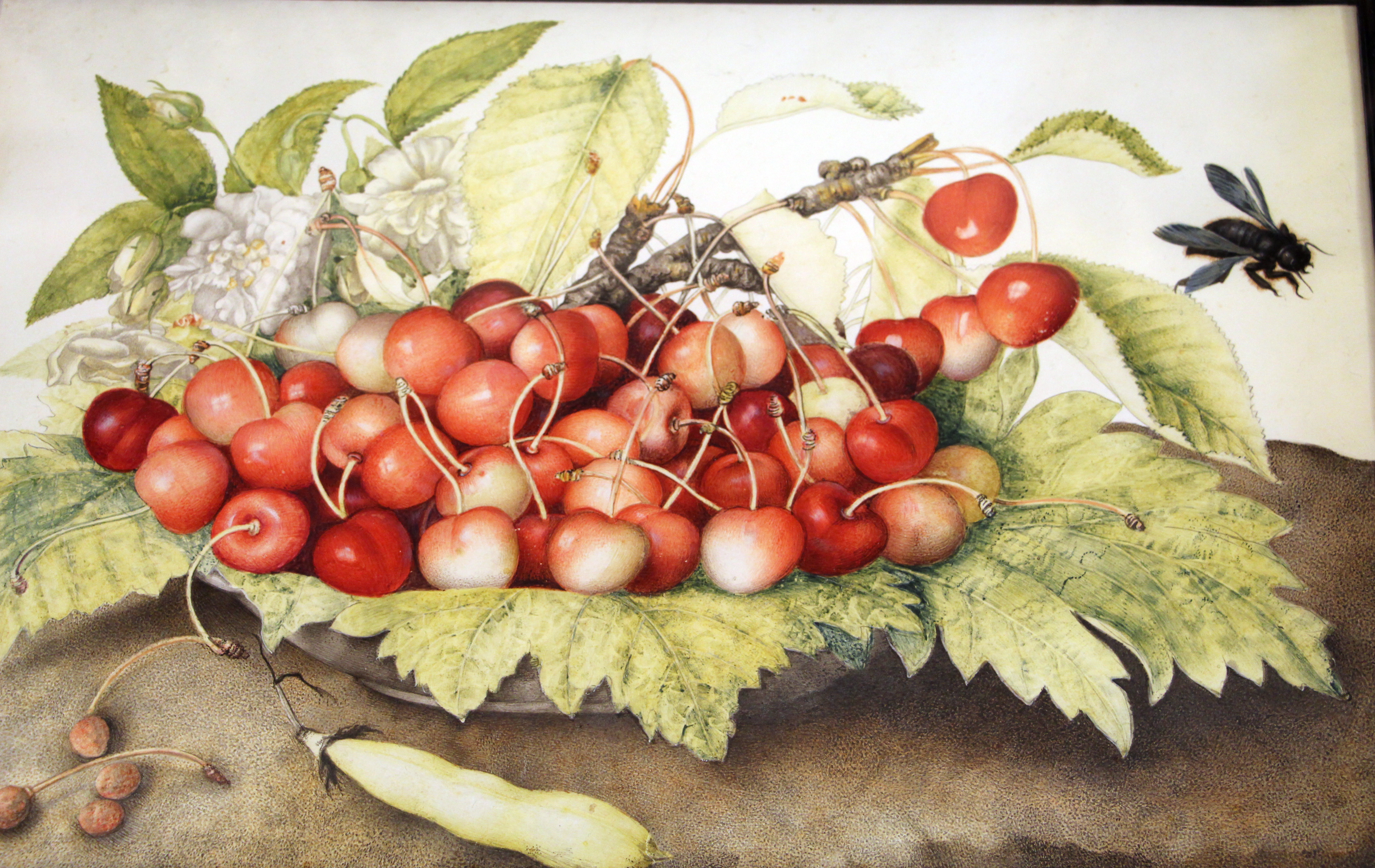
Plat de cireres amb roses, beina i borinot fuster, Museo della Natura Morta, Poggio a Caiano
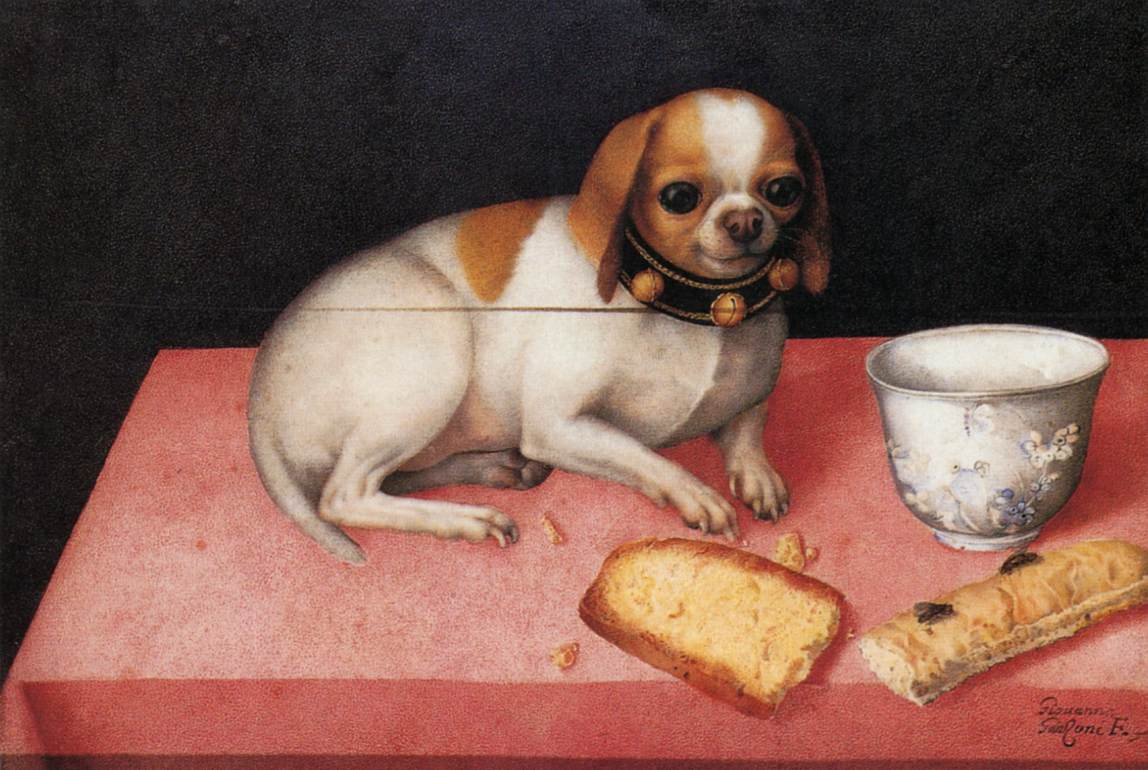
Gosseta (c. 1684), Galleria Palatina, Florència
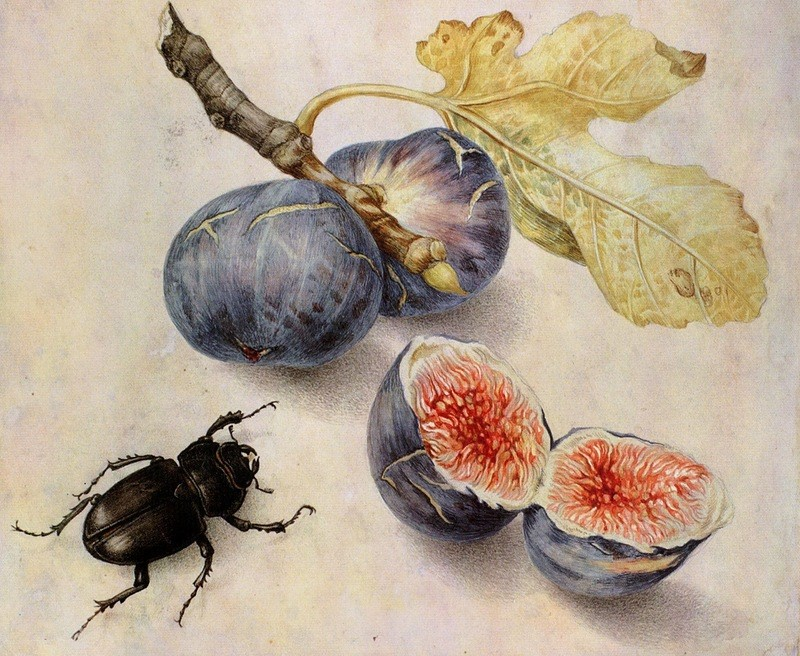
Pintura de figues i escarabat
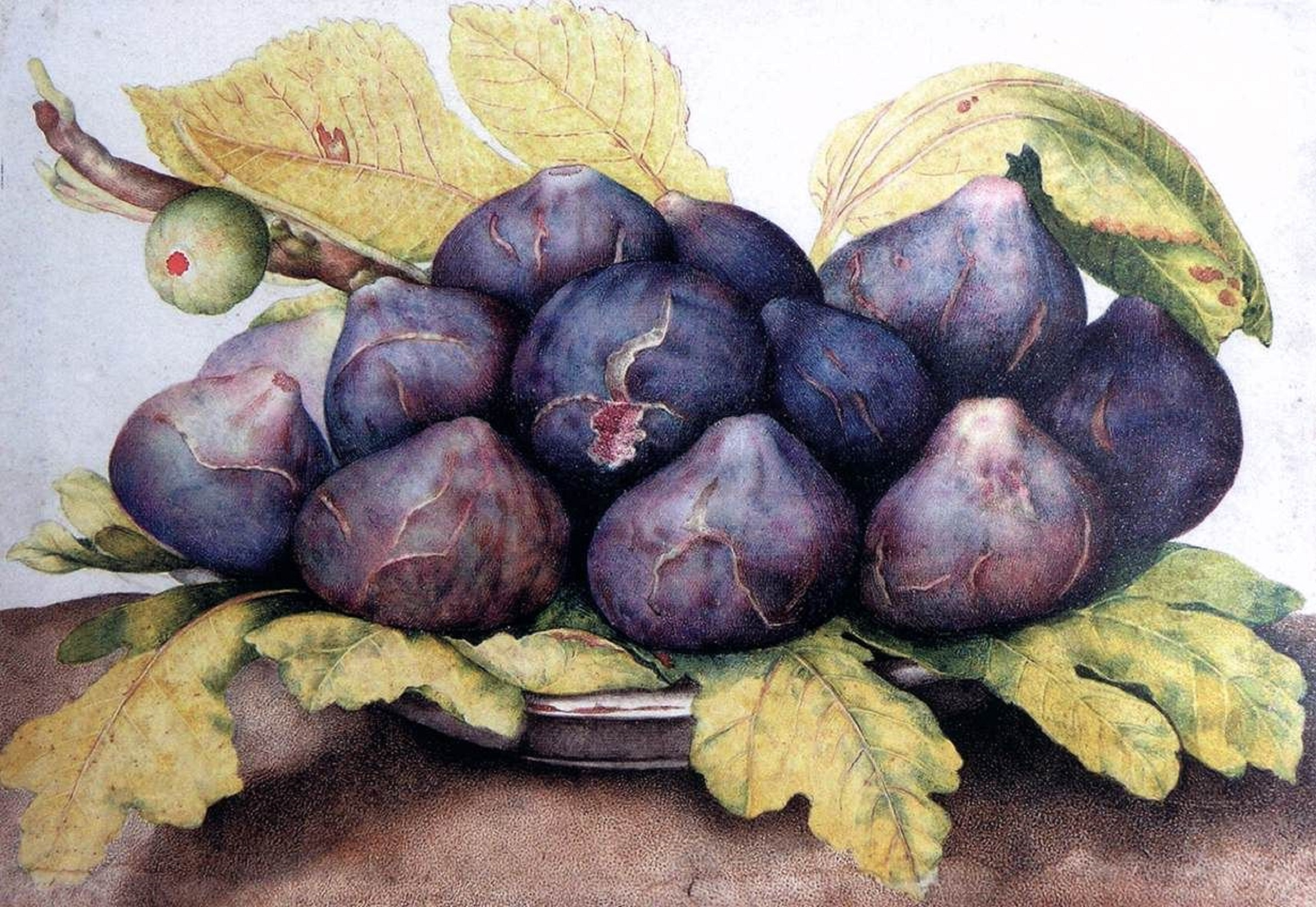
Plat de figues
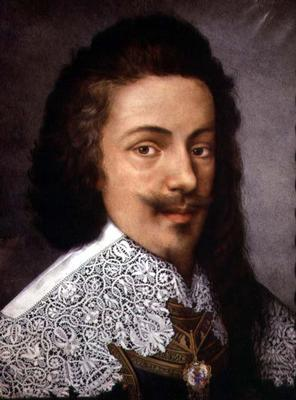
Víctor Amadeu I de Savoia (1635)
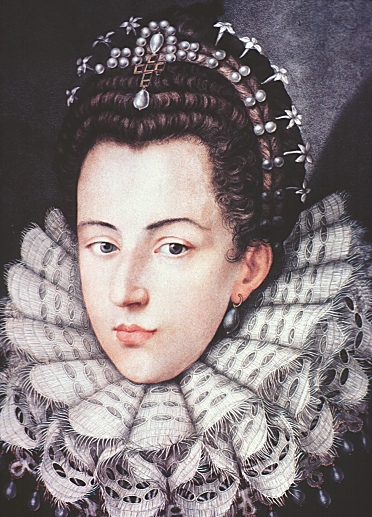
Cristina de França (1635)